# フフホト盛楽国際空港
フフホト盛楽国際空港 (中国語: 呼和浩特盛乐国际机场, 英語: Hohhot Shengle International Airport) は、
中華人民共和国内モンゴル自治区フフホト市ホリンゴル県で建設中の国際空港である。2025年の開業を目標としている。
建設中の仮称は「フフホト勅勒川国際空港 (中国語: 呼和浩特敕勒川国际机场)」であった。

## 概要
フフホト市内には、1958年に開港したフフホト白塔国際空港があるが、2023年には年間1,130万人の利用があり、新空港の建設が求められていた。
新空港は、フフホト市内中心部から約40kmほど南方に位置する。2019年、国家発展改革委員会 (NDRC) によって建設が承認された。2020年7月に着工、2025年下旬に開業を予定している。

### 設備
開港時
- 計画総面積 : 12.6km2
- 建設総費用 : 223億元
- 旅客ターミナル : 260,000m2
- 滑走路 : 3,800 x 60 メートル、3,400 x 45メートル
- 旅客数 : 2,200万人／年
- 貨物取扱量 : 20万トン／年

## アクセス
- フフホト市内中心部から高速道路が建設中である。
- フフホト地下鉄4号線が乗り入れる計画がある[6]。